# Ludwig Cohn (Pädagoge)
Ludwig Cohn (geboren 22. Februar 1877 in Marklissa; gestorben 22. April 1962 in Rotterdam) war ein deutscher Blindenpädagoge, Verbandsfunktionär und Publizist.

## Leben
Ludwig Cohn war der Sohn von Adolph Cohn und seiner Frau Lina geb. Schall. Der Vater stammte aus Grottkau und ließ sich als Kaufmann in Marklissa nieder. Ludwig Cohn war in zweiter Ehe verheiratet mit Hedwig Cohn, geborene Riesenfeld. Sie hatten einen Sohn. Der Mathematiker Stefan Cohn-Vossen war sein Cousin.
Er erblindete 1883, im Alter von 7 Jahren, vollkommen. Zunächst besuchte er den Elementarschulunterricht in der Bienerschen Blindenanstalt zu Leipzig, Salomonstraße 21 (gestiftet von Friedrich August Biener, das Gebäude existiert heute nicht mehr). Die Wahl des Schulortes fiel wohl nicht zufällig auf Leipzig, denn hier lebten Ludwigs Großeltern und vier seiner Onkel. Ab 1889 besuchte er das humanistische Gymnasium in Lauban. Nach dem Abitur immatrikulierte er sich zunächst für drei Semester an der Universität Leipzig für Philosophie, Literatur, Pädagogik, Nationalökonomie und Sozialpolitik. Im vierten Semester setzte er das Studium in Berlin fort. Mit der Dissertation „Gewerkschaftliche Organisations- und Lohnkampfpolitik der deutschen Metallarbeiter“, die er im November 1903 an der Philosophischen Fakultät der Friedrich-Wilhelms-Universität verteidigte, wurde er zum Dr. phil. promoviert. Die öffentliche Disputation des blinden Studenten, dem als Opponentin die aus der Frauenbewegung bekannte Expertin für Sozialarbeit Alice Salomon gegenübertrat, erhielt reichsweit Aufmerksamkeit in der Presse.
Er wechselte an die juristische Fakultät und studierte Rechtswissenschaften in Teilzeit. Neben dem Studium war er in verschiedenen privaten Beschäftigungen „sozialwissenschaftlich und literarisch tätig“.
Von 1915 bis 1922 war er in der Hauptfürsorgestelle für die kriegsbeschädigten Vertrauensmann und Berufsberater für die Kriegsblinden Schlesiens. 1915 gründete er in Breslau die Schlesische Blindenbücherei. 1920 zog er nach Breslau um. Dort gründete er ein kleines privates Bildungsinstitut und das Arbeits-Beschaffungs-Amt für die Blinden Schlesiens. Er hielt Vorträge und wurde Dozent der Humboldt-Akademie. Er widmete sich intensiv Studien über die Psychologie der Blinden. Er engagierte sich in der Blindenfürsorge für Breslau und die preußische Provinz Schlesien.  Er reiste im Auftrag der Provinzialregierung mehrfach ins Ausland. Ab Januar 1921 war er Bezirksleiter Schlesien des reichsdeutschen Blindenverbandes. Er wurde zum Geheimen Justizrat ernannt.
Mit der Dissertation „Der Blinde im Reichsrecht“ erlangte er im Juli 1922 nach einem Rigorosum die juristische Doktorwürde der Rechts- und Staatswissenschaftlichen Fakultät der Schlesischen Friedrich-Wilhelms-Universität zu Breslau.
Ab 1928 arbeitete Cohn als Lektor für Blindenkunde an der Universität Breslau. Als Blindenfürsorger wurde Cohn nach dem Regierungsantritt der Nationalsozialisten entlassen, weil „arischen“ Blinden ein jüdischer Betreuer nicht zuzumuten sei. 1934 ging er an die Medizinische Fakultät der Universität Prag. Von 1943 bis 1945 war Cohn in verschiedenen Konzentrationslagern inhaftiert. 1950 baute Cohn die behördliche Blindenfürsorge in Israel auf und war an der Central Library for the Blind in Nathanya beschäftigt.
Neben seinen wissenschaftlichen Abhandlungen in Büchern und Fachzeitschriften sowie Beiträgen zur Tages- und Wochenpresse schrieb Cohn Ratgeberbroschüren und berufspraktische Wegweiser, die er mit seinen eigenen Erfahrungen unterfütterte. Seine letzte Publikation erschien als Der Weg ins Leben : Blinden und Blindenfreunden ein Führer und Ratgeber in einem tschechisch-schlesischen Verlag in Mährisch Ostrau (Ostrava). Es fand seinen Weg auch nach Deutschland und wurde zumindest in der jüdischen Presse rezensiert. In dem Buch ermutigte er Blinde zum Erkunden verschiedener Berufswege und berichtete aus seiner Praxis von erfolgreichen Beispiel, wie er Blinde etwa als Telefonisten, Stenotypisten, Organisten oder Musiklehrer untergebracht hatte.
Nach dem Zweiten Weltkrieg verfasste er 1957 seine Autobiographie Ein Weg zum Glück.

## Veröffentlichungen (Auswahl)
- Gewerkschaftliche Organisations- und Lohnkampfpolitik der deutschen Metallarbeiter. Ebering, Berlin 1903 (Berlin, Univ., Phil. Diss., 1903).
- Unsere Blinden: Darstellung und Kritik des deutschen Blindenwesens nebst einer Würdigung der Blinden als erwerbstätiges Mitglied der menschlichen Gesellschaft  nach eigenen Erfahrungen und Beobachtungen. Dietrich, Leipzig 1904 (Sozialer Fortschritt; 27).
- Der Stand der Obdachlosigkeit in Deutschland. (Ökonomisch-statistische Studie). Schriften des Vereins für Socialpolitik. Leipzig, Duncker & Humblot 1904.
- Die eheweibliche Fabrikarbeit. Schriften des Vereins für Socialpolitik. Leipzig, Duncker & Humblot 1904.
- Jugendfürsorge durch Elternhaus und Schule. Revue Economique internationale. Paris 1905
- Die Zukunft unserer Kriegsblinden: Ein Führer und Ratgeber aus persönlichen Erfahrungen den deutschen Kriegserblindeten aus Heer und Marine. Breslau, Wilhelm Gottlieb Korn 1916.
- Die Revisionsbedürftigkeit des heutigen Versuchsbegriffs. Schletter, Breslau 1916 (Strafrechtliche Abhandlungen; 192).
- Der Blinde als Berufsberater des Blinden. Sonderdruck, Münchener Medizinische Wochenschrift 1916.
- Unterricht einer Taubblinden durch einen selbst erblindeten Lehrer. Sonderdruck, Münchener Medizinische Wochenschrift 1917
- Der Blinde im Reichsrecht. Menzel, Marklissa 1923 (Breslau, Univ., Diss., 1923). [Digitalisat, Universität Breslau]
- Der Weg ins Leben : Blinden und Blindenfreunden ein Führer und Ratgeber. Julius Kittls Nachfolger, Mährisch Ostrau (Ostrava) 1938.
- Ein Weg zum Glück: Selbst gegangen und dargestellt. Van Witsen, Rotterdam 1957.